# Алафа
Алафа — в древнерусском языке понятие жалованья.
Арабское слово алюфэ — «фураж», «плата» или «жалованье» (в последнем значении более употребительно улюфэ), перешло к татарам в форме алапа, «жалованье», и «алаба», «награждение», а оттуда в русский язык в форме «алафа» и в значении жалованье.
Оно встречается как в официальных документах Золотой Орды, так и в русских исторических актах; в просторечии же из него образовалось слово лафа, означающее «хорошее положение, хорошую долю».

## Примеры употребления
- У Афанасия Никитина в «Хожении за три моря» (1489 год):

«Чинское же да Мачинское пристанище велми велико, да делают в нем чини, да продают же чини в вес, а дешево. А жоны их с мужи своими спят в день, а ночи жены их ходят спати к гарипом да спят с гарипы, да дают имъ алафу, да приносят с собою еству сахарную да вино сахарное, да кормят да поят гостей, чтобы её любил, а любят гостей людей белых, занже их люди черны велми. А у которые жены от гостя зачнется дитя, и мужи дают алафу; а родится дитя бело, ино гостю пошлины 300 тенекъ, а черное родится, ино ему нет ничего, что пилъ да елъ, то ему халялъ.»
- У Мунехина в описании Каира (1493 год):

«Египет великий град… а двор салтанов, рекше царев, с Москву нашу с Кремль. А царя не видает никто, а алафу дають на цареве дворе мелким людемь на всяк день: конюхом, поваром, хлебником, помесом, истобником, на 14 тысящи человек.»
- У Ивана Пересветова в «Сказании о Магмете-салтане» (1549):

«А для того, чтобы царство его не оскудело, а войско царское с коня не сседает николи же и оружия из рук не испущают, а воем своим всегда сердце веселит своим жалованием царским и алафою, да и речию своею царскою.»

## Искусство
- Алафа // Фотопроект. Владимир Баринов. 2001.